# Супой (приток Рванца)
Супой (укр. Супій) — левый приток Рванца, протекающий по Новгород-Северскому району (Черниговская область, Украина).

## География
Длина — 8 км. Русло реки (отметки уреза воды) в приустьевой части (село Лизуновка) находится на высоте 164,3 м над уровнем моря.  
Русло реки преобразовано — выпрямлено в канал (канализировано) и служит водоприёмником осушительной системы. Пойма заболоченная с луговой растительностью и частично с кустарниками, частично очагами лесов. Река у истоков сообщается каналом с рекой Убедь шириной 4 м и глубиной 1,3 м. 
Река берёт начало от двух ручьёв на заболоченной местности, что юго-западнее села Поповка (Новгород-Северский район). Река течёт на северо-восток. Впадает в Рванец (на 31-м км от её устья) западнее села Лизуновка (Новгород-Северский район).
Притоки: (от истока к устью) пересыхающие безымянные ручьи
Населённые пункты на реке: (от истока к устью) 
1. Поповка
2. Муравейник